# Калининская (Краснодарский край)
Кали́нинская — станица в Краснодарском крае России. Административный центр Калининского района.

## География
Расположена на реке Понура в 55 км к северо-западу от Краснодара. В 1,5-2 км к юго-востоку от станицы находится станица Старовеличковская.

## Экономика
В станице работает маслозавод, в 2019 году открылся новый современный завод по производству концентрированного пюре и сока, на базе производственных мощностей завода «Балтимор».

## Транспорт
Станица имеет удобное транспортное сообщение с Краснодаром и соседней станицей Старовеличковская. Каждые 35-50 минут ходят автобусы маршрута № 511 «Калининская — Краснодар». Пассажирские перевозки внутри станиц Калининская и Старовеличковская также обслуживаются этим маршрутом.